# Tomonori Tsunematsu
Tomonori Tsunematsu (japanisch 恒松 伴典 Tsunematsu Tomonori; * 16. Juli 1976 in der Präfektur Kagoshima) ist ein ehemaliger japanischer Fußballspieler.

## Karriere
Tsunematsu erlernte das Fußballspielen in der Schulmannschaft der Kagoshima Jitsugyo High School und der Universitätsmannschaft der Fukuoka-Universität. Seinen ersten Vertrag unterschrieb er 1999 bei den Albirex Niigata. Der Verein spielte in der zweithöchsten Liga des Landes, der J2 League. Für den Verein absolvierte er zwei Spiele. Ende 1999 beendete er seine Karriere als Fußballspieler.